# Jacqueline du Pré
Jacqueline Mary du Pré (Oxford, 26 gennaio 1945 – Londra, 19 ottobre 1987) è stata una violoncellista britannica.
Famosa in tutto il mondo, conosciuta come una delle più grandi virtuose del suo strumento, divenne celebre soprattutto grazie alla sua esecuzione del concerto per violoncello di Elgar, la cui interpretazione viene spesso descritta come "leggendaria" e "definitiva".
All'apice della carriera, nel 1973, all'età di 28 anni, si scoprì affetta da una forma aggressiva di sclerosi multipla. In breve tempo dovette smettere di suonare, ma continuò ad insegnare per qualche anno. La malattia la uccise il 19 ottobre 1987 all'età di soli 42 anni.

## Biografia

### I primi anni
Nata ad Oxford, Inghilterra, il 26 gennaio 1945, Jacqueline Mary du Pré fu la seconda figlia di Derek du Pré, un ragioniere originario di Jersey (Isole del Canale) che a trent'anni conobbe in Polonia Iris Greep, un'insegnante di pianoforte che seguiva il metodo Dalcroze. Derek e Iris si sposarono nel 1940, nel 1942 nacque la prima figlia Hilary, nel 1945 Jacqueline e nel 1948 il terzogenito Piers. Iris iniziò subito ad insegnare ad entrambe le figlie a suonare il pianoforte, ma Jacqueline udì il suono del violoncello per radio durante il programma "Children's Hour" e chiese a sua madre "uno di quelli"; aveva quattro anni. Cominciò a prendere lezioni di violoncello, mentre Hilary studiava flauto. La mamma componeva per loro piccoli pezzi accompagnati da illustrazioni. Il primo violoncello di Jacqueline era un 3/4, enorme per lei. A sei anni iniziò a studiare con Alison Dalrymple a Londra e lo stesso anno, nel 1951, suonò per la prima volta in pubblico.
A otto anni apparve in tv e iniziò a partecipare a concorsi ed a vincerli.
Il principale insegnante di Jacqueline dal 1955 al 1961, fu il celebre violoncellista William Pleeth il suo "cello daddy",  come lo chiamava lei. Successivamente partecipò ad un corso tenuto da Pablo Casals a Zermatt in Svizzera nel 1960, poi uno con Paul Tortelier a Parigi nel 1962 e studiò per sei mesi con Rostropovich a Mosca nel 1966.

### Carriera
Nel marzo del 1961, all'età di 16 anni, du Pré fece il suo debutto formale alla Wigmore Hall a Londra accompagnata al pianoforte da Ernest Lush, suonando Händel (sol minore), la prima sonata di Johannes Brahms Op.38, Claude Debussy ecc.
Il suo concerto di debutto fu nel 1962 alla Royal Festival Hall presentando il Concerto per violoncello e orchestra in Mi minore Op.85 di Elgar con la BBC Symphony Orchestra sotto la direzione di Rudolf Schwarz. Suonò al Proms nel 1963, nuovamente con il concerto di Elgar, con la direzione di Sir Malcolm Sargent; il critico Neville Carduss definì questa performance "un canto del cigno di rara e impalpabile bellezza".
La sua esibizione divenne talmente popolare che venne ripetuta per tre anni di seguito. Du Pré divenne una favorita dei Proms, tanto da suonare al British festival ogni anno, fino al 1969.
Nel 1965, du Pré incise il Concerto per violoncello di Elgar per la EMI con la London Symphony Orchestra e Sir John Barbirolli e questo le procurò riconoscimenti internazionali. Tale incisione da allora è diventata un punto di riferimento. Du Pré suonò la prima esecuzione assoluta del concerto di Elgar con la BBC Symphony Orchestra sotto la direzione di Antal Doráti come debutto negli Stati Uniti, alla Carnegie Hall di New York il 14 maggio 1965.
Tra il 1967 e il 1969 si esibì un po' in tutto il mondo, Inghilterra, America, Italia, Medio Oriente, Russia ecc. Nel 1968 a Salisburgo esegue il Concerto per violoncello in Si minore op.104 (Dvořák) con i Berliner Philharmoniker diretti da Zubin Mehta.
Per tutta la carriera, la du Pré suonò con le orchestre più prestigiose ed i direttori più affermati, quali Berliner Philharmoniker, London Symphony, London Philharmonic, New Philharmonia Orchestra, BBC Symphony Orchestra, New York Philharmonic, Israel Philharmonic, Los Angeles Philharmonic Orchestra. Regolarmente si esibiva con direttori come Sir John Barbirolli, Sir Adrian Boult, Sir Malcolm Sargent, Daniel Barenboim, Zubin Mehta, e  Leonard Bernstein.
La sua amicizia con i musicisti Yehudi Menuhin, Itzhak Perlman, Zubin Mehta e Pinchas Zukerman ed il matrimonio con Daniel Barenboim, portò a molte memorabili esecuzioni di musica da camera, e nel 1969 l'esibizione alla Queen Elizabeth Hall a Londra del quintetto per pianoforte di Schubert (la "Trota"), venne documentata in un film diretto da Christopher Nupen. Nupen fece altri film su du Pré; "Jacqueline" un documentario del 1967 sull'esecuzione dal vivo del Concerto di Elgar, e "The Ghost trio", con Barenboim e Zukerman in un'esecuzione del Trio op. 70 n. 1, in re maggiore, detto Geistertrio,  di Ludwig van Beethoven.
Nel 1970 Jacqueline du Pré ebbe un periodo di crisi e non suonò per parecchi mesi.

### Riconoscimenti
Jacqueline ricevette svariate borse di studio dalle accademie musicali e lauree honoris causa da varie università, come riconoscimento al suo contributo alla musica. Fu la più giovane vincitrice del prestigioso premio Guilhermina Suggia, a soli dieci anni. NeI 1960, vinse la medaglia d'oro della Guildhall School of Music a Londra ed il premio della Regina per i musicisti inglesi. Fu nominata OBE, Ufficiale dell'Impero Britannico nel 1976. Nel 1977 ai BRIT Awards, vinse il premio per il migliore album solista classico degli ultimi 25 anni con il Concerto per violoncello di Elgar.

### Vita personale
Jacqueline du Pré conobbe il pianista e direttore d'orchestra Daniel Barenboim nel capodanno del 1966. Il loro matrimonio si celebrò nel giugno del 1967 al Muro del Pianto di Gerusalemme, dopo la guerra dei sei giorni in Israele, per cui lei si convertì all'ebraismo. Fu così che nacque una delle più fruttuose relazioni nel mondo musicale; alcuni opinionisti hanno paragonato la loro unione musicale a quella tra Clara e Robert Schumann. Questo fu evidenziato dalle numerose esibizioni di Jacqueline con Barenboim sia come pianista che come direttore d'orchestra.
Tuttavia nei primi anni '80 Daniel Barenboim ebbe una relazione con la pianista russa Elena Bashkirova. Durante la fase finale della sclerosi multipla di Jacqueline, i due vissero insieme ed ebbero due figli: David Arthur, nato a Parigi nel 1982, è un manager-writer per la band tedesca di hip-hop Level 8 e Michael Barenboim, violinista, nato a Parigi nel 1985. Daniel Barenboim ed Elena Bashkirova si sposarono nel 1988.
La sorella di Jacqueline, Hilary du Pré, sposò il direttore d'orchestra Christopher Finzi ("Kiffer") con cui Jacqueline avrebbe avuto una relazione tra il 1971 ed il 1972. Secondo Hilary e suo fratello Piers, nel loro libro A Genius in the Family, sul quale peraltro fu basato il film Hilary e Jackie, questa relazione tra Jacqueline e Kiffer sarebbe stata condotta col consenso di Hilary: ella pensava che questo potesse essere un modo per aiutare Jacqueline a superare un difficile momento, causato da una crisi matrimoniale e dalla scoperta di essere malata. 
Nel 1999, Clare Finzi, la figlia di Hilary e Kiffer, criticò pubblicamente la versione della madre e fornì una lettura differente dei fatti. Disse che suo padre Kiffer sarebbe stato un adultero abituale e che avrebbe sedotto zia Jacqueline, in quel momento emotivamente fragile, solo per gratificare il proprio ego.

### La malattia e la morte
Nel 1971, l'abilità nel suonare di Jacqueline du Pré s'avviò verso un irreversibile declino quando cominciò a perdere sensibilità nelle dita e in altre parti del corpo.
Si prese un anno sabbatico tra il 1971 e il 1972, incidendo l'ultimo album in studio con le Sonate di Fryderyk Chopin e César Franck nel dicembre 1971. I concerti in quell'anno furono molto rari.
Nel 1973 du Pré riprese le attività concertistiche, nonostante i sintomi della malattia fossero evidenti. Anche le recensioni relative ai concerti della tournée americana del gennaio del 1973 furono più fredde. Fu un segnale del fatto che il suo stato di salute stesse peggiorando e condizionando le sue prestazioni: tuttavia ci furono dei momenti di breve tregua dai sintomi, durante i quali riuscì a suonare senza evidenti problemi. Nei suoi ultimi concerti londinesi suonò il concerto per violoncello di Elgar nel febbraio del 1973 con Zubin Mehta e la New Philharmonia Orchestra.
I suoi ultimi concerti pubblici furono a New York nel febbraio del 1973. Erano previste quattro esibizioni del Doppio concerto di Brahms con Pinchas Zukerman e Leonard Bernstein alla direzione della New York Philharmonic. Du Pré ribadì che aveva dei problemi a sostenere il peso dell'archetto e anche aprire la custodia del violoncello era diventato un problema. Dato che aveva perso la sensibilità nelle dita, poteva contare solo sull'udito e sulla vista per poter suonare. Portò comunque a termine tre dei quattro concerti previsti, ma annullò l'ultimo, che fu sostituito da Isaac Stern con il Concerto per violino di Mendelssohn.
Nell'ottobre del 1973 le venne diagnosticata la sclerosi multipla, in forma primariamente progressiva, che deteriorò le sue condizioni fino alla morte che avvenne a Londra il 19 ottobre 1987, all'età di 42 anni.

## I suoi strumenti
Jacqueline principalmente suonò con due violoncelli di Stradivari: lo Stradivari 1673 e lo Stradivari Davidov del 1712. Entrambi gli strumenti le vennero regalati dalla madrina Ismena Holland. Suonò con lo "Stradivari 1673" dal 1961 al 1964, quando acquisì il "Davidov". Molte delle registrazioni più famose furono fatte con questo strumento, compresi il Concerto di Elgar con Barbirolli, il Concerto per violoncello di Schumann con Barenboim e le due sonate per violoncello di Brahms. Dal 1969 al 1970 Jacqueline suonò un violoncello costruito da Francesco Gofriller e nel 1970 acquistò uno strumento moderno costruito da  Sergio Peresson, liutaio friulano emigrato negli Stati Uniti, dove aveva anche costruito gli strumenti per l'orchestra di Filadelfia.
Fu con il "Peresson" che Jacqueline du Pré suonò per il resto della carriera fino al 1973, inclusa la famosissima registrazione dal vivo del concerto di Elgar e la sua ultima registrazione in studio nel 1971 delle Sonate di Fryderyk Chopin e César Franck.
Il cambio di strumento pare avvenne perché il "Davidov" non era adatto al suo temperamento, era un po' "debole", ed aveva già dovuto farlo rinforzare per non rovinarlo e sul violoncello moderno pare avesse meno problemi di sensibilità, quando iniziarono i primi problemi per la sclerosi multipla; lo Stradivari invece "rispondeva" meno.
Oltre questi, tra i principali strumenti da lei posseduti, va annoverato un "David Tecchler 1696c".
Il suo "Stradivari Davidov" è in possesso del violoncellista Yo-Yo Ma, invece Lynn Harrell acquistò lo "Stradivari 1673", ribattezzandolo "Stradivari du Pré" come tributo e lo ha tenuto fino al 2006 dopo di che è passato nelle mani della violoncellista Nina Kotova. Il violoncello di Sergio Peresson del 1970 è concesso in prestito a Kyril Zlotnikov, violoncellista del Jerusalem Quartet.

## Discografia parziale
- Elgar, Cello Concerto in E Minor/Sea Pictures - Jacqueline du Pré, 1965 EMI
- du Pré, A Portrait - Jacqueline du Pré, 1997 EMI
- Elgar, Cello Concerto/Enigma Variations/Pomp and Circumstance Marches No. 1 & 4 - Jacqueline du Pré/The Philadelphia Orchestra, 1974/1976 SONY BMG Great Performances
- The Very Best of Jacqueline Du Pré - 1999 EMI
- Brahms: Clarinet Sonatas Nos. 1 & 2 - Beethoven: Clarinet Trio - Daniel Barenboim/Gervase De Peyer/Jacqueline du Pré, 2006 EMI
- Haydn & Boccherini: Cello Concertos - Jacqueline du Pré, 2012 EMI
- Beethoven, Cello Sonatas & Variations - Daniel Barenboim/Jacqueline du Pré, 1976 EMI
- Dvorak, Cello Concerto/Silent Woods - Jacqueline du Pré, 1971 EMI
- du Pré - Brahms: Cello Sonatas No. 1 & 2 - Bruch: Kol Nidrei - Daniel Barenboim/Israel Philharmonic Orchestra/Jacqueline du Pré, 2002 EMI
- The Genius of Jacqueline Du Pré - 1999 EMI
- A Lasting Inspiration - Jacqueline du Pré, 1996 EMI
- DuPré - Dvorak: Cello Concerto in B Minor - Schumann: Cello Concerto in A Minor - Daniel Barenboim/Jacqueline du Pré, 2004 EMI Great Artists of the Century
- Brahms, Chopin & Franck: Cello Sonatas - Daniel Barenboim/Jacqueline du Pré, 2000 EMI
- Impressions - Jacqueline Du Pré - Daniel Barenboim/Jacqueline du Pré/Pinchas Zukerman/Sir John Barbirolli, 1988 EMI
- Beethoven: Piano Trios, Op. 1 & 97 "Archduke" - Variations and Allegrettos - Daniel Barenboim/Jacqueline du Pré/Pinchas Zukerman, 2001 EMI
- Schumann & Saint-Saëns: Cello Concertos - Jacqueline du Pré/Daniel Barenboim, 1969 EMI
- Hilary e Jackie (colonna sonora) - Daniel Barenboim/Jacqueline du Pré/London Metropolitan Orchestra/The Philadelphia Orchestra, 1976/1998 SONY BMG